# Lisa Fernandez
Lisa Fernandez, née le 22 février 1971 à Long Beach en Californie, est une joueuse de softball américaine. Triple championne olympique en 1996, 2000 et 2004, elle est l'une des vedettes de l'équipe américaine de softball pendant plus d'une décennie.

## Biographie
Née en 1971, Lisa Fernandez est la fille d'Antonio, joueur de baseball cubain, et Emilia Fernandez, joueuse porto-ricaine amateur de softball,. Elle commence à lancer à l'âge de 8 ans et fait marcher vingt batteurs dans une défaite 28 à 0. Soutenue par ses parents, elle se concentre sur la pratique du softball, s'améliore et devient une sportive talentueuse bien qu'elle n'ait pas des aptitudes physiques hors du commun.
Lanceuse droitière et joueuse de troisième base, elle possède six lancers dans son répertoire. Elle mène l'équipe universitaire des Bruins de l'UCLA à deux titres de champion du monde lors de ses trois premières années. Dans sa dernière année universitaire, elle est la meilleure frappeuse du pays avec une moyenne au bâton de 50,7 % et la deuxième meilleure lanceuse avec une moyenne de points mérités de 0,26. En 1991 et 1992, elle est nommée athlète olympique américaine de l'année.
Aux Jeux d'Athènes en 2004, Lisa Fernandez frappe à une moyenne de 54,5 %, un record aux Jeux olympiques dans la nette domination des États-Unis qui remporte ses neuf rencontres en marquant 51 points en n'en n'encaissant qu'un seul sur le tournoi,.
Mariée, devenue mère, elle tente après trois ans d'absence pour fonder une famille, un retour dans l'effectif pour les Jeux olympiques 2008 mais n'est retenue qu'en tant que remplaçante par le sélectionneur Mike Candrea bien qu'« elle soit, à ses yeux, la meilleure joueuse ayant jamais joué au softball »,,. Après la fin de sa carrière de joueuse, elle devient entraîneur assistante pour les Bruins de l'UCLA et participe à la promotion du softball tout en passant de nombreuses heures sur les parcours de golf.

## Palmarès
| Date | Compétition                      | Lieu           | Rang |
| ---- | -------------------------------- | -------------- | ---- |
| 1990 | Championnat du monde de softball | Normal         | 1er  |
| 1991 | Jeux panaméricains               | La Havane      | 1er  |
| 1994 | Championnat du monde de softball | Saint-Jean     | 1er  |
| 1996 | Jeux olympiques de 1996          | Atlanta        | 1er  |
| 1999 | Jeux panaméricains               | Winnipeg       | 1er  |
| 2000 | Jeux olympiques de 2000          | Sydney         | 1er  |
| 2002 | Championnat du monde de softball | Saskatoon      | 1er  |
| 2003 | Jeux panaméricains               | Saint-Domingue | 1er  |
| 2004 | Jeux olympiques de 2004          | Athènes        | 1er  |